# Costesia spongiosa
Costesia spongiosa là một loài Rêu trong họ Gigaspermaceae. Loài này được Thér. mô tả khoa học đầu tiên năm 1917.